# Euonymus lanceifolia
Euonymus lanceifolia là một loài thực vật thuộc họ Celastraceae. Đây là loài đặc hữu của Trung Quốc.